# ادیوالا
ادیوالا (به انگلیسی: Adivala) یک روستا در هند است که در کارناتاکا واقع شده‌است.

## خصوصیات
ادیوالا ۷٬۲۰۸ نفر جمعیت دارد.